# Bretagne (Indre)
Bretagne is een gemeente in het Franse departement Indre (regio Centre-Val de Loire) en telt 85 inwoners (2004). De plaats maakt deel uit van het arrondissement Châteauroux.

## Geografie
De oppervlakte van Bretagne bedraagt 19,0 km², de bevolkingsdichtheid is 4,5 inwoners per km².
De onderstaande kaart toont de ligging van Bretagne (Indre) met de belangrijkste infrastructuur en aangrenzende gemeenten.

## Demografie
Onderstaande figuur toont het verloop van het inwonertal (bron: INSEE-tellingen).